# جسیکا
جسیکا آدامز (به انگلیسی: Jessicka Addams؛ زاده‌شده به نام جسیکا فودرا در ۲۳ اکتبر ۱۹۷۵) هنرمند تجسمی می‌باشد که در گذشته به‌عنوان موسیقی‌دان فعالیت می‌کرد. وی اغلب با نام هنری خود، جسیکا شناخته می‌شود و قبلا عضو گروهٔ راک جک آف جیل و گروهٔ نویز پاپ اسکارلینگ. بود.

## اوایل زندگی
جسیکا در شهرک سانرایز، فلوریدا توسط مادرش، نانسی پس از طلاق مادرش از همسرش، جوزف به‌عنوان یک تک‌فرندز بزرگ شد.